# Roblox
Roblox je multiplayerová free-to-play online platforma umožňující hráčům designovat a vytvářet vlastní hry (pouze na počítači) a sdílet je s ostatními. Hra je dostupná pro Android, iOS, macOS, Windows, Xbox One a PlayStation. Možnost hraní na Linuxu přes Wine nebo Proton vývojáři hry zablokovali, zůstaly zde tak pouze omezené možnosti hraní přes Waydroid. Hra byla vyvinuta americkým herním studiem Roblox Corporation, jež bylo založeno Davidem Baszuckim a Erikem Casselem v roce 2004 s hlavním sídlem v San Mateo v Kalifornii. Původní název hry byl DynaBlocks. Roblox byl oficiálně vydán v září 2006. K červnu 2025 měla hra 380 milionů aktivních hráčů. Roblox k dubnu roku 2025 měl téměř 50 milionů miniher.
Společně se samotnou hrou Roblox, která se po stažení pojmenuje jako "Roblox", se dá stáhnout také aplikace "Roblox Studio". Ta slouží k vytváření prostředí do samotné hry. Za tyto prostředí vámi vytvořené je možno získat herní měnu nazývanou jako "Robux" díky které se uvnitř Robloxu dají nakupovat nejrůznější vybavení, kosmetiky, ale třeba i přístup do vymezených míst uvnitř her v Robloxu. Dříve byly v Robloxu dvě měny - Tix a Robux, jenže Tix bylo kolem roku 2016 zrušeno. Robuxy se dají koupit za reálné peníze.

## Roblox Studio
Roblox umožňuje hráčům vytvářet vlastní hry pomocí vlastního enginu Roblox Studio, které pak mohou hrát ostatní uživatelé. Hry jsou kódovány v objektově orientovaném programovacím systému využívajícím dialekt programovacího jazyka Lua k manipulaci s prostředím hry. Uživatelé mohou vytvářet obsah, který lze zakoupit prostřednictvím jednorázových nákupů, tzv. „game passů“, a mikrotransakcí, které lze zakoupit vícekrát, tzv. „vývojářských produktů“. Příjmy z nákupů se dělí mezi vývojáře a společnost Roblox Corporation  v poměru 30:70, kde právoplatný majitel gamepassu získá 70 % a Roblox 30 % podílu. Většinu her vytvořených pomocí Roblox Studio vytvářejí nezletilí, a celkem se pomocí něj vytvoří 20 milionů her ročně.

## Položky a měna
Roblox umožňuje hráčům nakupovat, prodávat a vytvářet virtuální předměty, kterými si mohou ozdobit svou virtuální postavu, jež na platformě slouží jako jejich avatar. Oblečení si může koupit kdokoli, ale prodávat je mohou pouze hráči s prémiovým členstvím. Prodávat doplňky, části těla, vybavení a balíčky mohou pod oficiálním uživatelským účtem Robloxu pouze administrátoři. Virtuální klobouky a doplňky může publikovat také několik vybraných uživatelů, kteří mají zkušenosti se spoluprací s Roblox Corporation. Existuje několik jedinců, kteří se navrhováním předmětů zabývají na plný úvazek, přičemž nejlépe vydělávající tvůrci si prodejem předmětů vydělají přes 100 000 dolarů ročně. Předměty se statusem limitované edice mohou mezi sebou vyměňovat nebo prodávat pouze uživatelé s členstvím Roblox Premium.
Robuxy umožňují hráčům nakupovat různé předměty a získávají se nákupem za skutečnou měnu, z pravidelného stipendia poskytovaného členům s prémiovým členstvím a od ostatních hráčů výrobou a prodejem virtuálního obsahu v Robloxu. Před rokem 2016 měl Roblox další měnu, Tix (zkratka pro „Tickets“), která byla v dubnu téhož roku zrušena. Robuxy získané prodejem uživatelského obsahu lze směnit za reálnou měnu prostřednictvím systému Developer Exchange. V souvislosti s Robuxy se objevuje značné množství podvodů, které se převážně točí kolem automatických zpráv propagujících podvodné webové stránky, které mají vypadat, že rozdávají Robuxy zdarma.

## Společenství a kultura

### Aktivismus
Uživatelé Robloxu se vyznačují snahou bojovat proti rasismu, řada pravidelných uživatelů a spoluzakladatel Baszucki se přihlásili k podpoře protestů George Floyda a hnutí Black Lives Matter. V srpnu 2019 odhalilo vyšetřování NBC News více než 100 účtů napojených na krajně pravicové a neonacistické skupiny. Poté, co je NBC kvůli těmto účtům kontaktovala, moderátoři Robloxu smazali jejich účty.

### Účinky pandemie covidu-19
Pandemie covidu-19 ovlivnila Roblox mnoha způsoby. Kvůli karanténám, které pandemie zavedla a které omezovaly sociální interakci, byl Roblox využíván jako způsob, jakým spolu lidi komunikují. Jedním z nejznámějších způsobů, jakým se tento způsob komunikace uskutečňuje, je fenomén narozeninových oslav, které se na platformě pořádaly. Covid-19 způsobil výrazný nárůst příjmů platformy i počtu hráčů na ní, což je v souladu s podobnými dopady, které zažila většina herního průmyslu, protože hráči, kteří byli nuceni zůstat doma kvůli covidu-19, trávili více času hraním videoher.

### Zvukový efekt „Oof“
Od svého vydání až do přelomu července a srpna 2022 byl zvukovým efektem Robloxu při smrti postavy zvuk „oof“, který se stal podstatnou součástí pověsti platformy díky svému statusu memu. Tento zvuk původně vytvořil videoherní skladatel Tommy Tallarico pro videohru Messiah z roku 2000 a s Robloxem se dostal do sporu o autorská práva. Spor skončil, když společnost Roblox souhlasila se stažením zvuku ze své platformy a jeho nahrazením jiným zvukem smrti a Tallarico souhlasil s tím, že společnost Roblox později tento zvuk opět uvolní na svém tržišti, které si budou moci vývojáři her na platformě zakoupit za cenu 1 USD.

### Internetoví predátoři
V srpnu 2025 podal americký stát Louisiana na platformu žalobu, podle které platforma nečiní dostatečná opatření k ochraně jejích dětských uživatelů.

## Linie hraček
V lednu 2017 navázal výrobce hraček Jazwares partnerství s Roblox Corporation a začal vyrábět minifigurky založené na uživatelském obsahu vytvořeném vývojáři na této platformě. Minifigurky mají končetiny a klouby podobné minifigurkám Lego, jsou však přibližně dvakrát větší. Minifigurky mají končetiny a doplňky, které jsou vyměnitelné. Sady obsahovaly kód, který sloužil k výměně virtuálních předmětů, a také náhodné krabice, které obsahovaly náhodné minifigurky. V roce 2019 vydala společnost Roblox Corporation novou řadu hraček s označením „Roblox Desktop“. 13. dubna 2021 Roblox ve spolupráci se společností Hasbro vydal zbraně Nerf s tematikou Robloxu a edici Monopoly s tematikou Robloxu.

## Populární hry
- Adopt Me! se stala 11. dubna 2020 nejpopulárnější hrou v Robloxu. V jediný moment ji hrálo přes 1 milion uživatelů.[34] Ke dni 29. května 2021 měla 22,8 miliardy spuštění.[35] Přibližně na přelomu let 2020 a 2021 byla v počtu spuštění překonána hrou Tower of Hell (viz níže). Ke dni 21. ledna 2021 měla 8,6 miliardy spuštění.
- Tower of Hell byla do konce roku 2020 třetí nejpopulárnější hra na Robloxu. Přibližně na přelomu let 2020 a 2021 však v počtu spuštění překonala MeepCity a stala se tak druhou nejpopulárnější hrou. Ke dni 21. ledna 2021 měla 9 miliard spuštění.
- Dne 21. června hra s názvem Grow a Garden překonala rekord tím, že ji hrálo 21,3 milionu lidí najednou. Zároveň je 10. nejhranější hra vůbec (celkem 10,5 mld. spuštění).

Mezi dalšími populárními hrami Robloxu se potom nacházejí: Piggy (13,6 mld. spuštění), Murder Mystery 2 (20,8 mld.), Royale High (10,8 mld.), Jailbreak (7,4 mld.), Mad City (2,6 mld.), Brookhaven RP (66,4 mld.), Er:Lc (1,2 mld.), Doors (6,6 mld.), Blox Fruits (52 mld.), Pet Simulator X (8,9 mld.), Blade Ball (5,3 mld.), Tower Defense Simulator (4,1 mld.), The Strongest Battlegrounds (12,9 mld.), Fisch (3,1 mld.) a Dead Rails (4,4 mld.).